# Han Wudi
Kaiser Wu von Han, chinesisch 漢武帝 / 汉武帝, Pinyin Hàn Wǔdì, (* 156 v. Chr.; † 29. März 87 v. Chr.) war einer der bedeutendsten Herrscher Chinas. Er wurde als Liu Che geboren und regierte 54 Jahre lang, von 141 bis 87 v. Chr., als Kaiser der Han-Dynastie.
Han Wudi übernahm bereits von seinem Vater Han Jingdi (der die Revolte der „Sieben Königreiche“ d. h. alter Lehnsträger 154 v. Chr. zerschlug) einen endgültig zentralisierten, in Provinzen gegliederten und durch maßvolle Politik innerlich gefestigten Staat.
Der Kaiser erhob um 135 v. Chr. den Konfuzianismus zur Staatsphilosophie, indem er ihn die künftigen Beamten lehren und ihnen abverlangen ließ. Er war aber persönlich auch der daoistischen Alchemie verfallen, was u. a. Opfer an Laozis Geburtsort (ab 156 v. Chr.) zur Folge hatte. Beide Philosophien rangen erbittert um die Führungsposition bei Hofe, wobei der Daoismus z. B. von der Kaiserwitwe Dou unterstützt wurde, aber nach deren Tod seinen Rang verlor. Zu Wudis Zeit, um 120 v. Chr. kamen auch die ersten buddhistischen Mönche nach China, ihre Religion wurde aber erst im Jahr 65 unter Kaiser Han Mingdi offiziell anerkannt.
Unter Han Wudi fanden umfangreiche Kriege statt, die weitreichendsten, die je ein rein chinesischer Kaiser geführt hat: der Krieg der Himmlischen Pferde über das Tarimbecken bis ins Ferghanatal (102/101 v. Chr.), nach Korea (108 v. Chr.), und im Süden über diverse heutige chinesische Provinzen und ihre Volksgruppen (111 v. Chr. Eroberung von Kanton) bis nach Vietnam. Die Erfolge im Süden waren dauerhaft und trugen zur Konsolidierung Chinas und zum Bevölkerungszuwachs des Reiches bei. Kriege und Gesandtschaften hatten erstmals auch Handelskontakte bis in den iranischen Raum zur Folge sowie ein erweitertes Weltbild.
An erster außenpolitischer Stelle stand die Abwehr der Xiongnu, womit der Kaiser mit der zuvor praktizierten Beschwichtigungspolitik (siehe heqin) brach. Den militärischen Aktionen ging eine umfangreiche Gesandten- und Spionagetätigkeit Zhang Qians († 113 v. Chr.) sowie der Aufbau einer eigenen Pferdezucht und Kavallerie voraus. 119 v. Chr. erlitten die Xiongnu unter Mao-tuns Enkel Yizhixie (126–114 v. Chr.) eine schwere Niederlage am Orchon in der Mongolei, da der Shanyu den Chinesen unter dem Feldherrn Huo Qubing eine ungefährdete Durchquerung der Wüste Gobi nicht zugetraut hatte. Allerdings ging die chinesische Pferdezucht in diesem Krieg zugrunde, so dass den Xiongnu die Kontrolle der Steppe blieb.
108 v. Chr. gründete er die Lelang-Kommandantur (Lo-lang – beim heutigen Pjöngjang), chinesische Kolonien in Korea (auch Lintun, Xuantu und Zhenfan ein), die dem Eroberer notwendig erschienen, als sich die dortige Bevölkerung mit den Xiongnu verbündete. In der Kolonie Lelang errichtete man große Verwaltungsgebäude. Hunderte von Gräbern, von denen viele freigelegt wurden, liegen in der Umgebung. Die Fundmengen an hochwertigen chinesischen Gütern – Keramik, Lackarbeiten und Metallgegenstände, zusammen mit den traditionellen chinesischen Holzkästen – sprechen für engen Beziehungen der ausgewanderten Chinesen zum Mutterland. Die Kolonie wurde 313 n. Chr. von Goguryeo-Kriegern zerstört.
Die aufwendige Außenpolitik Wudis war jedoch teuer, die Steuern mussten erhöht und staatliche Monopole geschaffen werden. Die wichtigen Wirtschaftszweige Eisen und Salz waren seit ca. 117 v. Chr. gut ein Jahrhundert lang Staatsmonopole, eine Idee, die später zur Tang-Zeit erneuert wurde. Han Wudis Steuerpolitik wird auch eine beginnende Privatisierung des Landbesitzes zugeschrieben, die reiche Provinzfamilien begünstigte, das gesellschaftliche Gleichgewicht störte und somit den langsamen Niedergang der Dynastie einleitete.
Am Ende der Regierung Wudis brachen offene Machtkämpfe innerhalb der kaiserlichen Familie (Li gegen Wei) aus. Der Kronprinz Liu Ju revoltierte, wurde aber besiegt; seine Mutter, die Kaiserin Wei, musste Selbstmord begehen (91 v. Chr.). Vor seinem Ableben bestimmte Han Wudi noch drei Regenten für seinen minderjährigen Sohn Fuling, der ihm als Kaiser Han Zhaodi nachfolgte.
Das Maoling-Mausoleum ist die Grabstätte des Kaisers Wu.